# Saint-André-en-Barrois
Saint-André-en-Barrois är en kommun i departementet Meuse i regionen Grand Est (tidigare regionen Lorraine) i nordöstra Frankrike. Kommunen ligger i kantonen Souilly som tillhör arrondissementet Verdun. År 2022 hade Saint-André-en-Barrois 61 invånare.

## Befolkningsutveckling
Antalet invånare i kommunen Saint-André-en-Barrois
| Referens: INSEE |